# Los Ángeles Azules
Los Ángeles Azules est un groupe de cumbia sonidera mexicain qui est un sous-genre cumbia utilisant l'accordéon et les synthétiseurs. Il en résulte une fusion des sons de la cumbia des années 1950-1970 avec ceux de la musique électronique des années 1990.

## Biographie
Los Ángeles Azules est initialement formé en 1976 par quatre des huit frères connus sous le nom de famille Mejía Avante. Il en résulte une fusion des sons de la cumbia des années 1950-1970 avec ceux de la musique électronique des années 1990. Il joue de la cumbia sonidera, qui est un sous-genre de la cumbia qui utilise l'accordéon et les synthétiseurs.
L'album intitulé Viérnes cultural sort en octobre 2015 et consiste en des reprises de classiques de la musique tropicale comme Se me perdio la cadenita, Paso la vida pensando, Toma que toma et comporte des collaborations spéciales avec des artistes latins comme Gilberto Santa Rosa, Haydée Milanés et Gustavo Parisi.
Ils sortent l'album De plaza en plaza en septembre 2016, qui comprend les singles La Cumbia del infinito avec Natalia Lafourcade et Rodrigo y Gabriela, Mi niña mujer avec le duo Ha*Ash, Mi cantar avec Gloria Trevi, entre autres,,. Le 29 septembre 2017, après six ans en tant que membre du groupe, le vocaliste Ismael Rodríguez annonce officiellement son départ du groupe Mejía Avante pour poursuivre sa propre carrière artistique. Le remplacement du vocaliste Ismael Rodríguez est actuellement assuré par le nouveau chanteur Edwin Ordóñez Xahuentitla, qui a rejoint le groupe quelques mois plus tôt,.
Le 8 juin 2018, ils sortent un nouvel album Esto si es cumbia, qui se distingue par la fusion de chansons de différents genres avec la cumbia,. Il comprend dix chansons composées par leurs collaborateurs, dont les plus marquantes sont : Morir de amor de Miguel Bosé, Detrás de mi ventana de Yuri, Perdón, perdón de Ha*Ash et Nunca es suficiente de Natalia Lafourcade, entre autres. Les clips de l'album sont tournés dans les cinq mêmes lieux touristiques du Yucatán que l'album précédent : le couvent de San Miguel Arcángel de Maní, le théâtre Peón Contreras, le port de Progreso, le Gran Museo del Mundo Maya de Mérida, le Cenote X'Batún et l'Hacienda Tekik de Regil,.
En 2019, Los Ángeles Azules sortent plusieurs singles avec divers interprètes, le premier étant Amor a primera vista avec Belinda Peregrín Schüll et Lalo Ebratt, suivis de Acaríñame avec Julieta Venegas et Juan Ingaramo, Y la hice llorar avec Abel Pintos, et 20 rosas en collaboration avec Américo et Jay de la Cueva. En outre, l'interprétation de la chanson thème de la telenovela avec Soltero con hijas de Televisa, ainsi que Luis Coronel. Le 13 mars 2020, ils sortent le single El ángel que nos une.

## Discographie
- 1982 : Ritmo... alegría... sabor! (Vol. 1)
- 1983 : Los Ángeles Azules, Vol. 2
- 1984 : Los Ángeles Azules, Vol. 3
- 1985 : Cumbia de la tostadita (Vol. 4)
- 1987 : Cumbia de las chispitas (Vol. 5)
- 1988 : Los Ángeles Azules, Vol. 6
- 1989 : Y valió la pena esperar (Vol. 7)
- 1991 : Y esta... si es cumbia (Vol. 8)
- 1994 : Entrega de amor[17]
- 1995 : Sin pecado[18]
- 1996 : Cómo te voy a olvidar
- 1996 : Inolvidables
- 1998 : Confesiones de amor[19]
- 1999 : Una lluvia de rosas[20]
- 2002 : Alas al mundo[21]
- 2004 : Nunca te olvidaré[22]
- 2004 : Y tu: Cantas pistas[23]
- 2007 : Tu juguete[24]
- 2012 : A Ritmo de cumbia
- 2013 : Cómo te voy a olvidar[25]
- 2014 : Viernes cultural[26]
- 2016 : De plaza en plaza[27]
- 2018 : Esto sí es cumbia[28]
- 2020 : De Buenos Aires para el mundo